# Lou Christie
Luigi Alfredo Giovanni Sacco, conocido profesionalmente por su nombre artístico Lou Christie (Municipio de Crescent, Pensilvania, 19 de febrero de 1943-Pittsburgh, 18 de junio de 2025), fue un cantautor estadounidense de pop y soft rock conocido por varios éxitos de la década de 1960 que llegaron a los primeros lugares de las listas, incluido su éxito de 1966 en Estados Unidos " Lightnin' Strikes" y el número dos del Reino Unido en 1969 "I'm gonna make you mine". Sus canciones han sido interpretadas por artistas como Elton John. Era conocido principalmente por su falsete, utilizado en sus éxitos pop, y por ser uno de los cantautores pioneros en la escena del rock estadounidense.

## Biografía

### Primeros años y carrera
Registrado como Luigi Alfredo Giovanni Sacco, Lou Christie nació el 19 de febrero de 1943, en Glenwillard, Pensilvania,  y creció en los suburbios de Pittsburgh. Mientras asistía al Moon Area High School,estudió música y canto, se desempeñó como estudiante de dirección del coro y cantó solos en conciertos navideños. Su maestro, Frank Cummings, quería que siguiera una carrera en la música clásica, pero Sacco quería grabar un disco para entrar en American Bandstand. A los 15 años conoció y se hizo amigo de Twyla Herbert, una música de formación clásica 20 años mayor que él, que se convirtió en su compañera habitual de composición y escribió cientos de canciones con él durante los siguientes 30 años hasta su muerte en 2009. Sacco actuó con varios grupos vocales y entre 1959 y 1962 lanzó varios discos en pequeños sellos de Pittsburgh, logrando un éxito local con "The Jury" de Lugee & The Lions (un grupo formado por Sacco, Shirley, la hija de Twyla Herbert y dos personas más) en la etiqueta de Robbie. Después de graduarse de la escuela secundaria en 1961, Sacco viajó a la ciudad de Nueva York y trabajó como vocalista de sesión. En 1962, se acercó a Nick Cenci con unos demo. Lo primero que hizo Cenci fue cambiar el nombre a Lou Christie. Cenci le dijo a Sacco que solo había existido un gran cantante italiano. A Sacco le convenció porque al crecer en una tradición cristiana y el nuevo combre contener "Christ" (Cristo en Inglés) se le hizo adecuado. 
En 1962, Sacco se acercó a Nick Cenci con algunas cintas de demostración. Una de las primeras cosas que hizo Cenci fue cambiar el nombre de Lugee Alfredo Giovanni Sacco a Lou Christie. Cenci le dijo a Sacco que sólo había un gran cantante italiano y que tenía que cambiar su nombre. Al padre de Sacco le gustó el cambio de nombre porque tenía "Cristo".A Cenci le gustó la voz de falsete de Sacco y le sugirió que escuchara el reciente éxito de Four Seasons, "Sherry". Sacco y Herbert utilizaron la canción como base para escribir una canción original llamada " The Gypsy Cried ". Cenci produjo una grabación de Sacco interpretando la canción en Gateway Studio en Pittsburgh y la lanzó inicialmente en su propio sello C & C como sencillo en 1962, acreditado a "Lou Christie", el nombre que Sacco usó a partir de entonces. El nombre "Lou Christie" fue elegido por C & C Records, y "The Gypsy Cried" se atribuyó a "Lou Christie" antes de consultar con Sacco sobre el nombre.
"The Gypsy Cried" se convirtió en un éxito regional y vendió 30.000 copias en Pittsburgh. Cenci se puso en contacto con Morris Levy de Roulette Records y le dijo que tenía un éxito que necesitaba distribución nacional. Levy lanzó el sencillo en Roulette, pero inicialmente no pasó nada. Airplay se extendió lentamente por todo el país y "The Gypsy Cried" alcanzó el puesto 24 en la lista Billboard Hot 100, vendiendo más de un millón de copias. Cenci produjo sesiones de grabación adicionales para Christie en 1963 que generaron dos éxitos más. " Two Faces Have I ", su segundo millón de ventas, alcanzó el número 6 en la lista en junio de 1963. Roulette lanzó un álbum de 12 canciones de Lou Christie/Twyla Herbert en 1963 que alcanzó el puesto 124 en el Billboard 200 . Con esos éxitos, Christie se unió a la gira Caravan of Stars de Dick Clark, junto a Diana Ross, Brian Hyland y otros. Durante esta fase de su carrera previa al ejército, las vocalistas femeninas que aparecían en los discos de Christie eran The Tammys, un trío de Pleasantville, condado de Venango, Pensilvania . Christie y Herbert escribieron el sencillo " Egipcio Shumba " para el grupo, y aunque no fue un éxito, se convirtió en un favorito de culto en la escena Northern soul a principios de los años 1970.
Christie hizo numerosas apariciones en televisión en programas tales como Where the Action Is (1965-1967) y también apareció en American Bandstand y The Buddy Deane Show (1962-1964) en Baltimore . También cantó con Del Shannon. El tercer lanzamiento de Christie en Roulette, "How Many Teardrops" (escrito por Milan), se estancó en el puesto 46 cuando la carrera de Christie se descarriló temporalmente por su incorporación al ejército de los EE. UU . Christie no tuvo otro sencillo en las listas durante dos años y medio. A pesar de las amenazas del propietario de Roulette, Morris Levy, Christie logró rescindir su contrato con la empresa.

### "Lightnin' Strikes" y "Rhapsody In The Rain": 1965-1966
La carrera de Christie se restableció rápidamente después de su baja del ejército cuando firmó con el sello MGM . Según se informa, a MGM no le gustó el primer sencillo de Christie para el sello, la canción de Christie-Herbert "Lightnin' Strikes". Pero la nueva dirección de Christie's promovió el disco en California, y cuando ganó algo de tracción (finalmente alcanzó el puesto número 2 en KHJ las dos últimas semanas de 1965), MGM lo lanzó. "Lightnin' Strikes" alcanzó el puesto número 1 en los EE. UU. el día del cumpleaños número 23 de Christie, el 19 de febrero de 1966, entró en el Top 20 del Reino Unido, convirtiéndose en su primer éxito en ese país, y alcanzó el puesto número 1 en Canadá. La canción presentaba su característico falsete e incluía un coro femenino (Bernadette Carroll, Denise Ferri y Peggy Santiglia ) que gritaba "¡Alto!" en contrapunto a la voz principal:
When I see lips begging to be kissed (Stop!)
I can't stop, (Stop!) no I can't stop myself! (Stop! Stop!)
Traducción: "Cuando veo labios pidiendo ser besados (¡Detente! )
No puedo parar, (¡Para!) ¡No, no puedo detenerme! (¡Detener! ¡Detener!)"
El siguiente lanzamiento de Christie en la primavera de 1966, " Rhapsody in the Rain ", incluía una melodía inspirada en " Romeo y Julieta " de Tchaikovsky, que narraba el recuerdo de un adolescente de su experiencia sexual en el asiento trasero de un coche durante una tormenta. Los limpiaparabrisas emitieron un sonido rítmico de "juntos, juntos". Más tarde, una vez terminado el romance, los limpiaparabrisas parecen decir "nunca, nunca". Muchas estaciones de radio prohibieron la canción después de escuchar la letra inicial:
Baby, the raindrops play for me
Our lovely rhapsody, 'cause on our first date
We were makin' out in the rain.
And in this car, our love went much too far
It was exciting as thunder
Tonight I wonder, where you are?
Traducción: "Bebé, las gotas de lluvia juegan para mí
Nuestra encantadora rapsodia, porque en nuestra primera cita
Estábamos besándonos bajo la lluvia.
Y en este auto, nuestro amor llegó demasiado lejos.
Fue emocionante como un trueno.
Esta noche me pregunto, ¿Dónde estás?"
MGM insistió en una versión regrabada que atenuara el contenido lírico. La tercera y cuarta líneas se cambiaron a:
We fell in love in the rain
And in this car, love came like a falling star
Traducción: "Nos enamoramos bajo la lluvia
Y en este auto el amor vino como una estrella fugaz"
A pesar de la versión editada, muchas estaciones de radio reprodujeron dos canciones más antiguas reeditadas por otros sellos para las que Christie había grabado alguna vez: "Outside the Gates of Heaven" (en Co & Ce Records) alcanzó el puesto 45, mientras que "Big Time" (en Colpix Records ) alcanzó el puesto 95. Los tres sencillos llegaron a nivel nacional con tres semanas de diferencia, en marzo de 1966, mientras "Lightnin' Strikes" caía en las listas. Sin embargo, discos posteriores para MGM, incluido "If My Car Could Only Talk", arreglado y producido por Jack Nitzsche, no llegaron a las listas.

### Resurgimiento: 1967-1970
A finales de la década de 1960, después de ser despedido por MGM, Christie tuvo una temporada infructuosa con Columbia Records . Luego se unió a Buddah Records en 1968, un movimiento impulsado por su gerente comercial Stan Polley y el productor de discos de música Bubblegum Tony Romeo . Tuvo un éxito sorpresa y constante de Wall of Sound, "I'm Gonna Make You Mine", que Romeo escribió a principios del otoño de 1969. Con la ayuda de los coristas Linda Scott, Lesley Gore y Valerie Simpson, y de dos videos promocionales claramente diferentes entre sí, la canción alcanzó el puesto número 10 en los EE. UU., pero subió al número 2 en la lista de singles del Reino Unido . y así se convirtió allí en su mayor éxito. Una continuación, "She Sold Me Magic", nunca se lanzó como sencillo en los EE. UU., llegó a las listas del Reino Unido, donde alcanzó el puesto 25, y en Japón, donde alcanzó el número 1. Posteriormente fue versionada por Elton John . Por el contrario, "Are You Getting Any Sunshine" sólo figura en las listas de Estados Unidos, donde alcanzó el puesto 73.

### Carrera posterior: 1971-presente

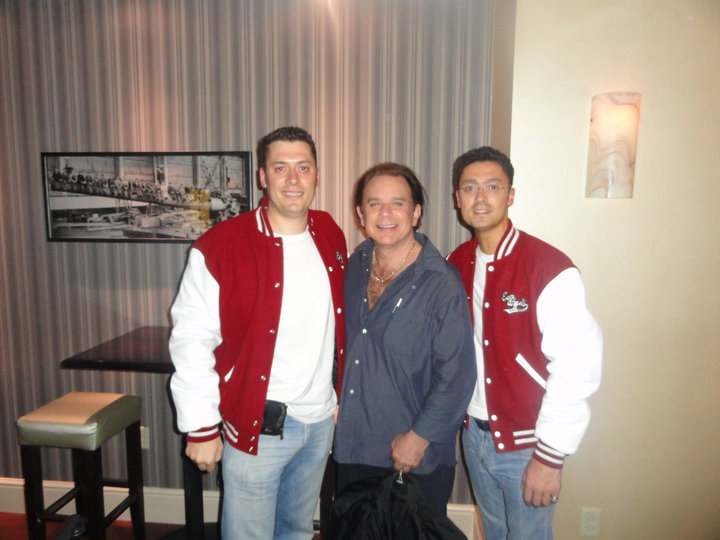
Lou Christie (centro) con The Earth Angels

Christie pasó los primeros años de la década de 1970 entre Londres y Nueva York. En 1971 lanzó un álbum conceptual llamado Paint America Love, considerado por algunos como su mejor LP, y se casó con la ex reina de belleza británica Francesca Winfield en Londres. En Estados Unidos, grabó " The Lion Sleeps Tonight ", pero después de una disputa entre su manager Stan Polley y Neil Bogart de Buddah, la voz de Christie fue eliminada y reemplazada por la de Robert John, de sonido similar, cuya versión se convirtió en un gran éxito. . Christie también estuvo indirectamente involucrado en los asuntos legales relacionados con Five Arts Management, una empresa creada por Polley, que contribuyó a los suicidios de los miembros de Badfinger, Pete Ham y Tom Evans .
Christie regresó a los Estados Unidos y vivió un tiempo en Lake Charles, Luisiana . En 1974, probó un nuevo estilo musical, pasando al country en su álbum Lou Christie . Este álbum también se conoce extraoficialmente como Beyond the Blue Horizon por su tema más conocido, una versión de una exitosa canción de 1930 escrita para la película Monte Carlo . La canción no llegó a las listas de países y solo llegó al puesto 80 en la lista de pop, pero logró el puesto 12 en la lista de adultos contemporáneos . La canción se ha utilizado en varias bandas sonoras de películas, incluida Rain Man de 1988. En la primavera de 1978, Christie regresó a su casa en Pittsburgh para encabezar el nuevo sello discográfico 2001 Records, una sucursal de 2001 y clubes nocturnos VIP en todo el país. Mientras visitaba a unos amigos locales en el Staircase Lounge, Christie escuchó a un grupo local, Sweet Breeze, y le encantaron las armonías y la música de la banda. Christie firmó con la banda Sweet Breeze su primer contrato discográfico y la banda grabó una canción escrita por Christie y Herbert llamada "Summer in Malibu" que fue un éxito regional para la banda.

Christie se volvió activo en la escena de canciones antiguas a principios de la década de 1980, logrando un último éxito en las listas de Estados Unidos, acreditado como "Summer '81 Medley" por The Cantina Band (con Lou Christie), en 1981, interpretando un popurrí de clásicos de los Beach Boys . En 1986, grabó a dúo con Lesley Gore un popurrí de "Since I Don't Have You"/"It's Only Make Believe" para Manhattan Records, una división de EMI-America. Los dos cantantes estaban de gira juntos en ese momento y la canción fue lanzada sólo como un sencillo único.

Christie fue acreditada como colaboradora musical especial en la película Barcelona, estrenada en 1994. Él y Mark Suozzo escribieron una canción, "Breakin' Up", que interpretó Christie y que se incluyó en el álbum de la banda sonora de la película. En 1997, Christie grabó su primer álbum completamente nuevo desde la década de 1970, titulado Pledging My Love y producido por Alan Grossman y Jimm Mosher de Hit Music Studio en Spencer, Carolina del Norte . Billboard etiquetó este nuevo álbum como el "álbum de regreso más impresionante". La mayor parte fue escrita por Christie, presentada de manera contemporánea e incluía las canciones "What Happened to the Nights", "Techno Pop" (una diatriba sobre la pérdida de comunicación en nuestras vidas) y "I Sure Fell in Love". " y versiones de "Mr. Dieingly Sad" de los Critters y la canción principal de Johnny Ace. Cub Koda dijo que estaba "cargado de éxitos AOR".

En 2004, Christie lanzó su primer álbum de concierto, Greatest Hits Live From The Bottom Line, que incluía la grabación de estudio "Christmas In New York" como pista extra. Además de algún nuevo lanzamiento ocasional, Christie sigue siendo un artista de conciertos en el circuito de música antigua de Estados Unidos y el Reino Unido. También ha presentado una serie de programas en la radio SiriusXM para el canal de los años 1960. En 2015, Christie lanzó su primera grabación nueva en varios años, titulada "Drive In Dreams", escrita por Gregory Scharpf, exmiembro de Sweet Breeze, la banda con sede en Pittsburgh con la que Christie firmó su primer contrato discográfico. Su siguiente lanzamiento fue "When You Were Young" de 2016, también escrito por Scharpf. En diciembre de 2021, Lou Christie lanzó "Love Goes On Forever" escrita con Jimmy Cunningham. En marzo de 2022 siguió "Luv Attack", también escrito con Jimmy Cunningham. Groove N Jams publicó una reseña favorable del escrito de "Luv Attack": "La forma en que Christie introduce el procesamiento alienígena en la mezcla se siente tan nítida, extraña y emocionante como cualquier cosa que haya hecho en los años 60".

## Discografía

### Singles
| Year | Title                                                                      | Peak chart positions | Peak chart positions | Peak chart positions | Peak chart positions | Peak chart positions | Peak chart positions | Record Label                  | B-side From same album as A-side except where indicated             | Album                      |
| Year | Title                                                                      | US                   | AC                   | R&B                  | UK                   | CAN                  | AU                   | Record Label                  | B-side From same album as A-side except where indicated             | Album                      |
| ---- | -------------------------------------------------------------------------- | -------------------- | -------------------- | -------------------- | -------------------- | -------------------- | -------------------- | ----------------------------- | ------------------------------------------------------------------- | -------------------------- |
| 1962 | "The Gypsy Cried"                                                          | 24                   | —                    | —                    | —                    | —                    | —                    | Roulette Records              | "Red Sails in the Sunset" (Non-LP track)                            | Lou Christie               |
| 1963 | "Two Faces Have I"                                                         | 6                    | —                    | 11                   | —                    | —                    | 20                   | Roulette Records              | "All That Glitters Isn't Gold"                                      | Lou Christie               |
| 1963 | "How Many Teardrops"                                                       | 46                   | —                    | —                    | —                    | —                    | 79                   | Roulette Records              | "You and I (Have a Right to Cry)"                                   | Lou Christie               |
| 1963 | "Shy Boy"                                                                  | 119                  | —                    | —                    | —                    | —                    | —                    | Roulette Records              | "It Can Happen"                                                     | Non-LP tracks              |
| 1964 | "Stay"                                                                     | —                    | —                    | —                    | —                    | —                    | —                    | Roulette Records              | "There They Go" (Non-LP track)                                      | Lou Christie               |
| 1964 | "Guitars and Bongos"                                                       | 123                  | —                    | —                    | —                    | —                    | —                    | Colpix Records                | "Merry-Go-Round" (Non-LP track)                                     | Lou Christie Strikes Again |
| 1964 | "Have I Sinned"                                                            | —                    | —                    | —                    | —                    | —                    | —                    | Colpix Records                | "Pot of Gold"                                                       | Lou Christie Strikes Again |
| 1965 | "Why Did You Do It Baby"                                                   | —                    | —                    | —                    | —                    | —                    | —                    | Colpix Records                | "Make Summer Last Forever"                                          | Lou Christie Strikes Again |
| 1965 | "A Teenager in Love"                                                       | —                    | —                    | —                    | —                    | —                    | —                    | Colpix Records                | "Back Track"                                                        | Lou Christie Strikes Again |
| 1965 | "Lightnin' Strikes"                                                        | 1                    | —                    | —                    | 11                   | 1                    | 9                    | MGM Records                   | "Cryin' in the Streets"                                             | Lightnin' Strikes          |
| 1966 | "Outside the Gates of Heaven"                                              | 45                   | —                    | —                    | —                    | 32                   | —                    | Co & Ce Records               | "All That Glitters Isn't Gold"                                      | Non-LP tracks              |
| 1966 | "Big Time"                                                                 | 95                   | —                    | —                    | —                    | —                    | —                    | Colpix Records                | "Cryin' on My Knees"                                                | Lou Christie Strikes Again |
| 1966 | "Rhapsody in the Rain"                                                     | 16                   | —                    | —                    | 37                   | 10                   | 40                   | MGM Records                   | "Trapeze" (from Lightnin' Strikes)                                  | Painter of Hits            |
| 1966 | "Painter"                                                                  | 81                   | —                    | —                    | —                    | 60                   | —                    | MGM Records                   | "Du Ronda"                                                          | Painter of Hits            |
| 1966 | "If My Car Could Only Talk"                                                | 118                  | —                    | —                    | —                    | —                    | —                    | MGM Records                   | "Song of Lita"                                                      | Non-LP tracks              |
| 1966 | "Since I Don't Have You"                                                   | 118                  | —                    | —                    | —                    | 71                   | —                    | MGM Records                   | "Wild Life's in Season"                                             | Painter of Hits            |
| 1967 | "Shake Hands and Walk Away Cryin'"                                         | 95                   | —                    | —                    | —                    | —                    | —                    | Columbia Records              | "Escape"                                                            | Non-LP tracks              |
| 1967 | "Self Expression (The Kids on the Street Will Never Give In)"              | —                    | —                    | —                    | —                    | —                    | —                    | Columbia Records              | "Back to the Days of the Romans"                                    | Non-LP tracks              |
| 1967 | "Gina"                                                                     | —                    | —                    | —                    | —                    | —                    | —                    | Columbia Records              | "Escape"                                                            | Non-LP tracks              |
| 1967 | "Don't Stop Me (Jump Off the Edge of Love)"                                | —                    | —                    | —                    | —                    | —                    | —                    | Columbia Records              | "Back to the Days of the Romans"                                    | Non-LP tracks              |
| 1968 | "Genesis and the Third Verse"                                              | —                    | —                    | —                    | —                    | —                    | —                    | Buddah Records                | "Rake Up the Leaves"                                                | Non-LP tracks              |
| 1968 | "Canterbury Road"                                                          | —                    | —                    | —                    | —                    | —                    | —                    | Buddah Records                | "Saints of Aquarius"                                                | Non-LP tracks              |
| 1969 | "I'm Gonna Make You Mine"                                                  | 10                   | —                    | —                    | 2                    | 5                    | 28                   | Buddah Records                | "I'm Gonna Get Married"                                             | I'm Gonna Make You Mine    |
| 1969 | "Are You Getting Any Sunshine?"                                            | 73                   | —                    | —                    | —                    | 56                   | —                    | Buddah Records                | "It'll Take Time"                                                   | I'm Gonna Make You Mine    |
| 1970 | "Love Is Over"                                                             | —                    | —                    | —                    | —                    | —                    | —                    | Buddah Records                | "She Sold Me Magic" (from I'm Gonna Make You Mine) (#25 UK) (#7 JP) | Non-LP tracks              |
| 1970 | "Indian Lady"                                                              | 106                  | 39                   | —                    | —                    | —                    | 89                   | Buddah Records                | "Glory River"                                                       | Non-LP tracks              |
| 1971 | "Lighthouse"                                                               | —                    | —                    | —                    | —                    | —                    | —                    | Buddah Records                | "Waco"                                                              | Paint America Love         |
| 1973 | "Beyond the Blue Horizon"                                                  | 80                   | 12                   | —                    | —                    | 57                   | —                    | Three Brothers Records        | "Saddle the Wind"                                                   | Lou Christie               |
| 1974 | "Good Mornin'/Zip-a-Dee-Doo-Dah"                                           | —                    | —                    | —                    | —                    | —                    | —                    | Three Brothers Records        | "You Were the One"                                                  | Lou Christie               |
| 1975 | "Summer Days"                                                              | —                    | —                    | —                    | —                    | —                    | —                    | Slipped Disc Records          | "The One and Only Original Sunshine Kid"                            | Non-LP tracks              |
| 1976 | "Riding in My Van"                                                         | —                    | —                    | —                    | —                    | —                    | —                    | Epic Records                  | "Summer in Malibu"                                                  | Non-LP tracks              |
| 1976 | "You're Gonna Make Love to Me"                                             | —                    | —                    | —                    | —                    | —                    | —                    | Midland International Records | "Fantasies"                                                         | Non-LP tracks              |
| 1977 | "Spanish Wine"                                                             | —                    | —                    | —                    | —                    | —                    | —                    | Midland International Records | "Dancing in the Sand"                                               | Non-LP tracks              |
| 1986 | Lou Christie/Lesley Gore "Since I Don't Have You"/"It's Only Make Believe" | —                    | —                    | —                    | —                    | —                    | —                    | Manhattan Records             | "Our Love Was Meant To Be"                                          | Non-LP tracks              |
| 1990 | Lou Christie/Pia Zadora "Don't Knock My Love" (shortVersion)               | —                    | —                    | —                    | —                    | —                    | —                    | Midsong Records               | "Don't Knock My Love" (LongVersion)                                 | Non-LP tracks              |

### Álbumes
- Lou Christie (Roulette, 1963)
- Lou Christie Strikes Again (Colpix, 1964)
- Lightning Strikes (MGM, 1965)
- Painter of Hits (MGM, 1966)
- I'm Gonna Make You Mine (Buddah, 1969)
- Paint America Love (Buddah, 1971)
- Lou Christie (Three Brothers, 1974)
- Lou Christie Does Detroit (51 West, 1982)
- Pledging My Love (Varèse Sarabande, 1997)
- Greatest Hits Live from the Bottom Line (Varèse Sarabande, 2004)
- The Turquoise Trail (LightningStrikes, 2012)
- Summer in Malibu (LightningStrikes, 2015)

### Colecciones
- Rhapsody in the Grooves: His Finest Recordings 1962–1969 (Raven LP, 1984)
- EnLightnin'ment—The Best of Lou Christie (Rhino, 1990)
- Greatest Hits Vol. 1 (LightningStrikes, 1993)
- Glory River—The Buddah Years 1968–1972 (Sequel, 1994)
- Beyond The Blue Horizon: More of the Best (Varèse Sarabande, 1994)
- Greatest Hits Vol. 2 (LightningStrikes, 1997)
- Egyptian Shumba: Singles & Rare Recordings 1962–64 (w/The Tammys) (RPM, 2001)
- Original Sinner: The Very Best of the MGM Recordings (RPM, 2004)
- Studio 102 Essentials (Studio 102, 2008)